# Ray Nitschke
Raymond Ernest "Ray" Nitschke (29 de dezembro de 1936 – 8 de março de 1998) foi um jogador profissional de futebol americano que jogava na posição de middle linebacker por quinze anos na National Football League (NFL) com o Green Bay Packers. Com este time ele fez parte da equipe que conquistou a década de 1960, levando sete títulos no currículo (incluindo dois Super Bowls).